# Summer Make Good
Summer Make Good – czwarty album studyjny islandzkiego zespołu múm. Wydany nakładem Fat Cat Records, premiera odbyła się 12 kwietnia 2004 roku.

## Lista utworów
1. "Hú Hviss - A Ship" – 1:27
2. "Weeping Rock, Rock" – 6:18
3. "Nightly Cares" – 4:58
4. "The Ghosts You Draw on My Back" – 4:14
5. "Stir" – 2:41
6. "Sing Me Out the Window" – 4:42
7. "The Island of Children's Children" – 5:16
8. "Away" – 1:28
9. "Oh, How the Boat Drifts" – 5:11
10. "Small Deaths Are the Saddest" – 1:30
11. "Will the Summer Make Good for All of Our Sins?" – 4:02
12. "Abandoned Ship Bells" – 5:03

## Twórcy
- Samuli Kosminen — perkusja i bębny
- Eiríkur Orri Ólafsson – trąbka, syntezator Mooga i gwizdek
- Ólöf Arnalds — gitara, viola da gamba, skrzypce Stroha, ksylofon and śpiew.
- Adam Pierce — harfa.
- Dziewczyny z Austurbæjarskóli — śpiew (2)
  - Ársól Þóra Sigurðardóttir, Brynja Siggeirsdóttir, Halla Björg Sigurþórsdóttir
  - Perla Hafþórsdóttir, Vigdís Perla Maack, Viktoria Sigurðardóttir

## Summer Make Good: Limited Presentation Edition
28 czerwca 2004 na rynku pojawiła się limitowana reedycja "Summer Make Good: Limited Presentation Edition". Do płyty została dołączona książka w twardej oprawie z obwolutą z opracowaniem graficznym (na okładce był zrobiony otwór).